# Moquehue
Moquehue es una localidad  del departamento Aluminé, en la provincia del Neuquén, Argentina. Pertenece al municipio de Villa Pehuenia - Moquehue.
Se encuentra a orillas del Lago Moquehue, sobre la Ruta Provincial 11, a 23 km al sudoeste de Villa Pehuenia y a 80 km al noroeste de Aluminé.

## Población
En el año 2010, contaba con 270 habitantes (Indec, 2010).

El censo 2022 registró una población de 489 habitantes que se repartieron entre 264 hombres y 225 mujeres. Sin embargo, las cifras obtenidas fueron estimativas solo teniendo en cuenta a la población en viviendas particulares; es decir, excluyendo del dato a la población institucional y las personas sin hogar. Gracias a este censo también fue posible conocer su densidad y tamaño urbano.
| Evolución demográfica |
|                       |
| INDEC                 |